# Censura na União Soviética
Censura na União Soviética refere-se à repressão oficial à liberdade de imprensa ocorrida na extinta União Soviética, país que existiu de 1922 a 1991.
O controle feito pelos órgãos soviéticos e pelo Partido Comunista sobre o conteúdo das informações propagadas, incluindo materiais impressos, músicas e peças teatrais, obras de arte visual, trabalhos fotográficos e cinematográficos, transmissão de rádio e televisão, tinha como objetivos suprimir todas as fontes de informação alternativas às oficiais e também limitar e prevenir a propagação de ideias e informações consideradas nocivas ou indesejáveis.
Nos assuntos artísticos e literários, enquanto Lênin ainda era vivo, o regime mostrou um grau de tolerância ausente em outros campos da vida soviética. Cientes de que a maioria dos intelectuais os rejeitavam, e ainda pretendendo conquistá-los, os bolcheviques permitiram a liberdade de criatividade aos escritores e artistas, contanto que não se envolvessem publicamente com dissidência política.